# Рыбная (Новосибирская область)
Рыбная — упразднённая деревня в Доволенском районе Новосибирской области России. На момент упразднения входила в состав Индерского сельсовета. Исключена из учётных данных в 1977 году.

## География
Располагалась на востоке района среди болотных массивов, в 11 км к востоку от села Индерь.

## История
Деревня Рыбное была основана в 1866 году. В 1928 году состояла из 91 хозяйства. В административном отношении являлась центром Рыбновского сельсовета Индерского района Новосибирского округа Сибирского края. В посёлке располагались школа 1-й ступени и маслозавод. До 1966 года в составе Комарьевского сельсовета.
Решением Новосибирского облисполкома от 31.01.1977 г. № 53 деревня исключена из учётных данных.

## Население
По переписи 1926 г. в деревне проживало 459 человек (225 мужчин и 234 женщины), основное население — русские.